# Schuppenbrustkolibri
Der Schuppenbrustkolibri (Phaeochroa cuvierii, Syn.: Campylopterus cuvierii) ist eine Vogelart aus der Familie der Kolibris (Trochilidae). Die Art hat ein großes Verbreitungsgebiet, das etwa 240.000 Quadratkilometer in den mittelamerikanischen Ländern Mexiko, Belize, Guatemala, Honduras, Nicaragua, Costa Rica und Panama sowie dem südamerikanischen Land Kolumbien umfasst. Der Bestand wird von der IUCN als nicht gefährdet (Least Concern) eingeschätzt.

## Merkmale

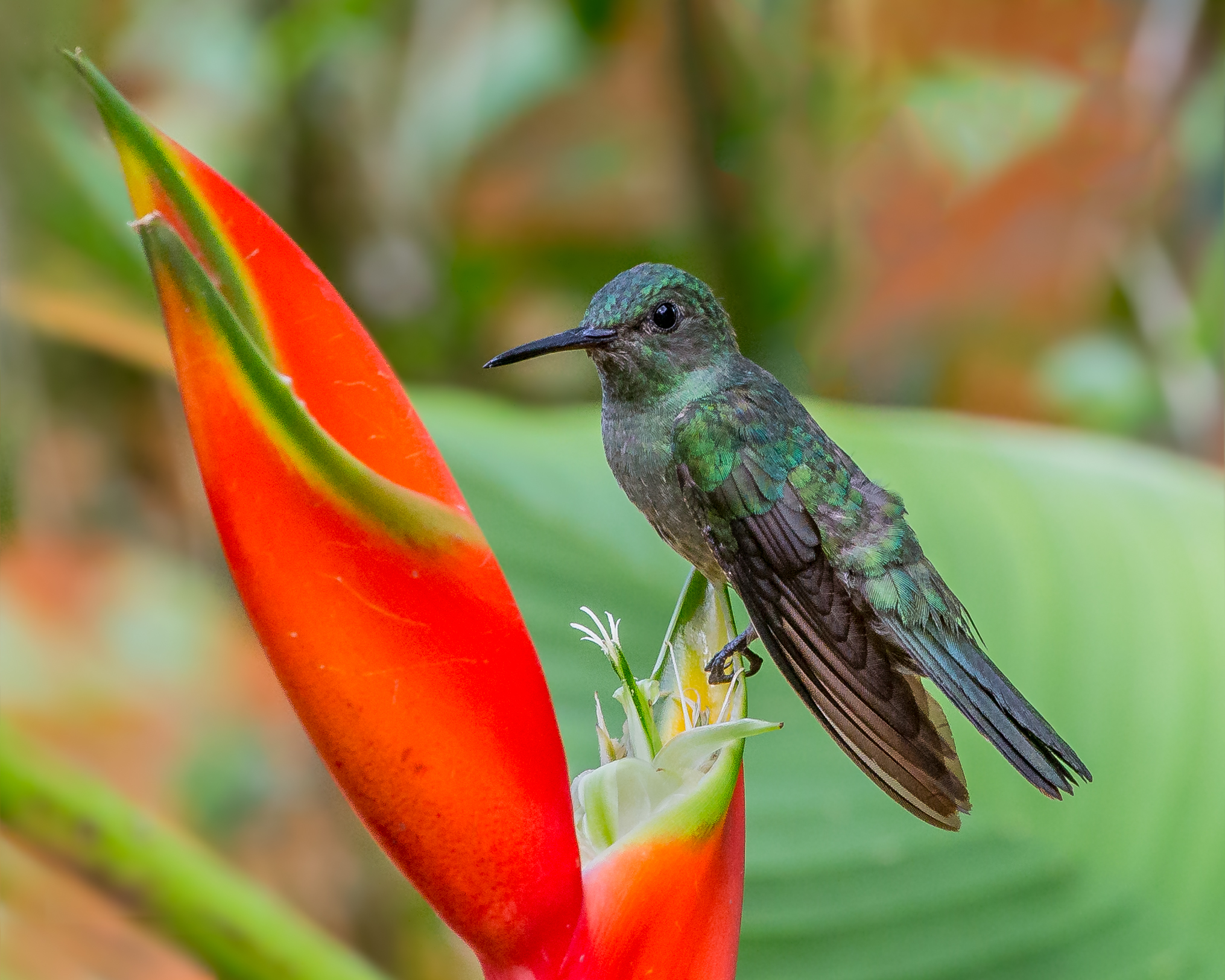
Schuppenbrustkolibri in Costa Rica

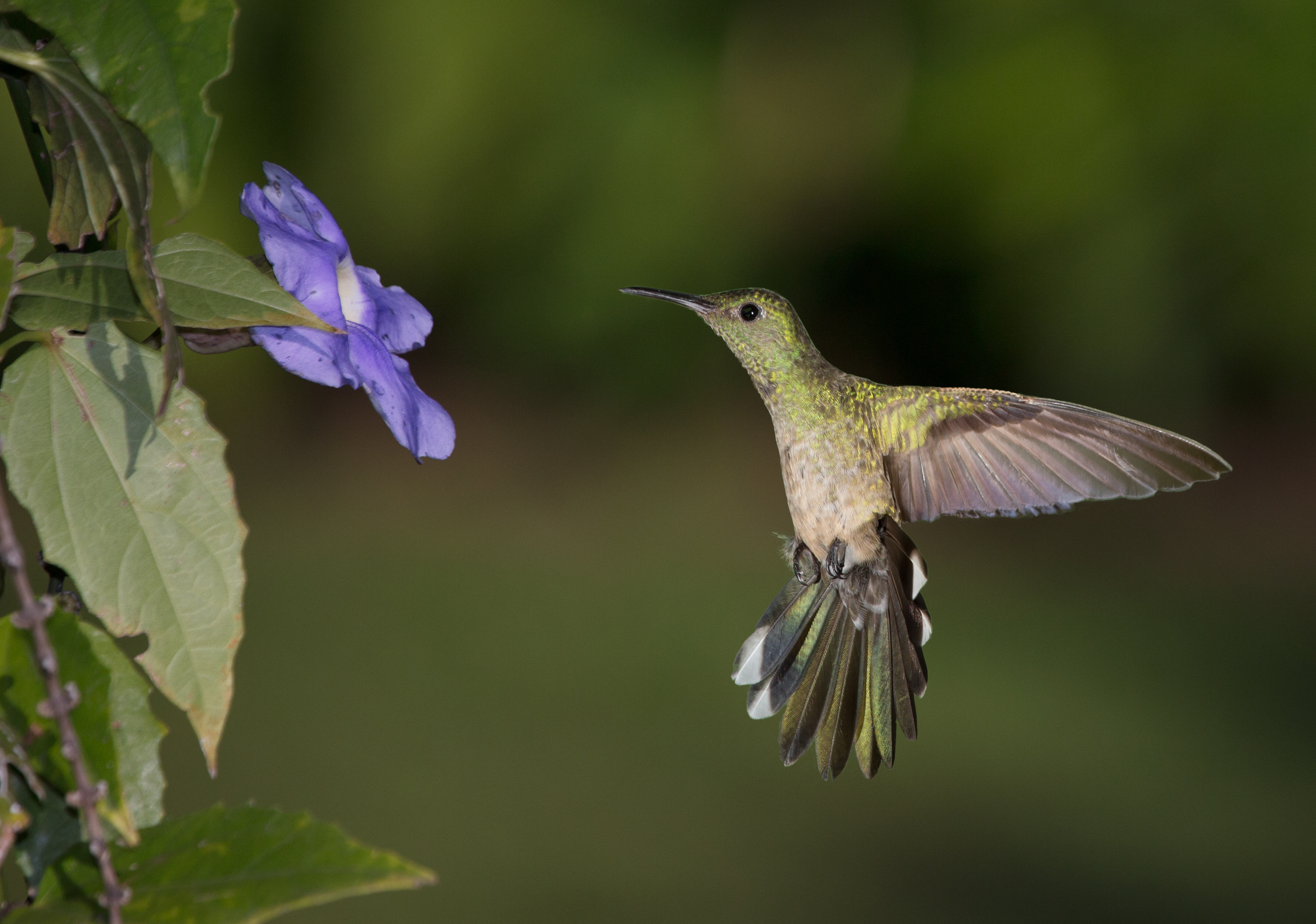
Schuppenbrustkolibri in Costa Rica

Die Schuppenbrustkolibri erreicht eine Körperlänge von etwa 11,5 bis 12,5 Zentimetern. Der kurze, gerade Schnabel wird etwa 18 Millimeter lang. Männchen und Weibchen sind sehr ähnlich. Das Gesicht, der Hals und die Brust sind grün marmoriert. Hinter den Augen besitzt der Kolibri einen eher unauffälligen weißen Fleck. Der dunkel zimtfarbene Bauch ist seitlich grün gesprenkelt. Der breite, rechtwinklige Schwanz ist schwarzgrün mit einer weißen Kante. Krone, Nacken und Oberteil schimmern grüngrau. Die schwarzen äußeren Steuerfedern mit weißen Sprenkeln erkennt man, sobald der Vogel seinen Schwanz spreizt.

## Habitat
Der Vogel lebt bevorzugt in feuchtem Immergrün-Wald. Manchmal entdeckt man ihn auch auf Lichtungen mit vereinzelten Bäumen, in Gärten oder Plantagen. Meist bewegt er sich in Höhen bis zu 200 Metern. Beobachtungen in trockenen Gebieten sind eher ungewöhnlich.

## Verhalten
Der Schuppenbrustkolibri untersucht gerne Blumen und fängt Insekten. Dabei bewegt er sich in einer Bandbreite, die vom Boden bis zur Baumkrone reicht. Man sieht ihn vor Blüten schweben, aber auch sich an der Futterstelle festkrallend. Während der Balzzeit zwitschern die Männchen intensiv. Die Brut erfolgt meist während der Regenzeit. Dabei bauen sie auf kleineren Bäumen, in Höhen zwischen 2 und 8 Metern, einen flaumigen Kelch, der halboffen ist.

## Unterarten

Verbreitungsgebiet des Schuppenbrustkolibris (grün)

Bisher sind folgende sechs Unterarten bekannt:
- Phaeochroa cuvierii cuvierii (Delattre & Bourcier, 1846)[4]
- Phaeochroa cuvierii maculicauda Griscom, 1932[5]
- Phaeochroa cuvierii saturatior (Hartert, 1901)[6]
- Phaeochroa cuvierii berlepschi Hellmayr, 1915[7]
- Phaeochroa cuvierii furvescens Wetmore, 1967[8]
- Phaeochroa cuvierii roberti (Salvin, 1861)[9]

Die Unterart roberti findet man im extremen Südosten Mexikos, dem Norden Guatemalas und Belizes sowie an den karibischen Küsten bis in den Nordosten Costa Ricas.  Die Subspezies maculicauda ist an den pazifischen Küstenhängen Costa Ricas beheimatet. Weiter südlich an der pazifischen Küstenhängen Westpanamas trifft man auf die ssp. furvescens. Die spp. saturatior kann man im Nationalpark Coiba in Panama beobachten. In Ost- & Zentralpanama ist die ssp.cuvierii präsent. Schließlich und endlich findet man die Unterart berlepschi in den Küstenregionen von Nordkolumbien.

## Etymologie und Forschungsgeschichte
Die Erstbeschreibung des Schuppenbrustkolibri erfolgte 1846 durch Adolphe Delattre und Jules Bourcier unter dem wissenschaftlichen Namen Trochilus Cuvierii. Der aktuelle Gattungsname Phaeochroa leitet sich von griech. »phaios Φαιός« für »dunkel, braun« und »khrōs χρώς« für »Hautfarbe« ab. Das Artepitheton wurde zu Ehren von Georges Cuvier (1769–1832) vergeben. Salin beschrieb seine Unterart unter dem Namen Aphantochora roberti, zu Ehren von Robert Owen, der das Typusexemplar in Verapaz (Guatemala) sammelte. Die Unterart »berlepschi« ist Graf Hans Hermann Carl Ludwig von Berlepsch gewidmet, der 1887 erstmals Barranquilla als Fundort erwähnte. Maculicauda setzt sich aus lat. »macula« für »Fleck« und »cauda« für »Schwanz« zusammen. Saturatior bedeutet »farbenreicher«, furvescens »dunkel, düster werdend«.